# Aeroporto de Itaporanga
O Aeroporto de Itaporanga (IATA: ***, ICAO: SIBZ) é um aeroporto localizado na cidade de Itaporanga, no estado da Paraíba. Situado a 360 quilômetros da capital João Pessoa.
Em junho de 2018, o governo do estado entregou a obra de reforma e melhorias feitas no aeródromo. Os investimentos foram da ordem de R$ 431 mil.
As melhorias realizadas no Aeródromo de Itaporanga foram as seguintes: construção de uma mureta, foi contemplado com revestimentos cerâmicos nos banheiros, recuperação da calçada, rampa de acesso para pessoas com necessidades especiais, piso em paralelepípedos no estacionamento, substituição de esquadrias, instalações hidrossanitárias, instalações elétricas e pintura, colocação de cerca de arame farpado, instalação de biruta e placas de sinalização.